# Зак, Марк Ефимович
Марк Ефимович (Хаимович) Зак (14 августа 1929, Москва — 2 декабря 2011, там же) — советский и российский киновед, кинокритик и историк кино, педагог. Доктор искусствоведения (1985). Заслуженный деятель искусств РСФСР (1992).

## Биография
Родился 14 августа 1929 года в Москве. В начале Великой Отечественной войны семья была эвакуирована в Челябинскую область. По возвращении в Москву учился в строительном техникуме. В 1947 году подал документы на юридический факультет МГУ, но в итоге поступил на киноведческий факультет Всесоюзного государственного института кинематографии (мастерская Николая Лебедева), который окончил в 1952 году. По окончании института работал научным сотрудником отдела научной обработки отечественного фильмофонда Госфильмофонда СССР. В 1957 году вступил в КПСС.
В 1962 году в Институте истории искусств защитил диссертацию на соискание ученой степени кандидата искусствоведения по теме «Юлий Райзман».
С 1974 года — старший научный сотрудник НИИ теории и истории кино Госкино СССР (впоследствии НИИ киноискусства), с 1994 года — заместитель директора по научной работе.
В 1984 году защитил диссертацию на соискание ученой степени доктора искусствоведения по теме «Проблемы советской кинорежиссуры на современном этапе: преемственность и поиск». 
Преподавал на киноведческом факультете ВГИКа.
Выступал в печати с 1951 года. Автор ряда книг и статей по истории и теории кино. Публиковался в журналах «Искусство кино», «Советский экран» и других.
В 2004 году удостоен кинопремии «Ника» в номинации «За вклад в кинематографические науку, критику и образование».